# Paley & Francis
Paley & Francis è un album in studio collaborativo dei musicisti statunitensi Black Francis e Reid Paley, pubblicato nel 2011.

## Tracce
1. Curse
2. On The Corner
3. Magic Cup
4. Ugly Life
5. Seal
6. The Last Song
7. Crescent Moon
8. Deconstructed
9. Praise
10. Happy Shoes